# خداجو
خراجو یکی از شهرهای استان آذربایجان شرقی ایران است. این شهر مرکز بخش سراجو شهرستان مراغه است.
شهر خراجو (با نام قدیمی و اصلی خراجو)، مرکز بخش سراجو و در حدود ۳۰ کیلومتری شرق مراغه و ۲۶ کیلومتری جنوب کوه سهند واقع شده‌است؛ و با روستاهایی چون: ملاقاسم، شیخ جان، بلوک آباد، گلستان سفلی، گلستان علیا، صومعه سفلی و تازه کند همسایه می‌باشد.

## جمعیت
بر اساس آمار سرشماری عمومی نفوس و مسکن آمار سال ۱۳۹۰در حدود ۱۵۸۴ و در سرشماری آمار نفوس و مسکن در سال 1395، ۱۸۲۴ نفر (۵۷۴ خانوار، ۸۷۲ مرد و ۹۵۲ زن) بوده‌است. شهر خداجو (روستای خراجو) تا سال ۱۳۷۳ تابع بخش مرکزی شهرستان مراغه بوده که در سال ۱۳۷۴ طی تصمیمات هیئت دولت به بخش و در سال ۱۳۷۷ به شهر ارتقا یافت.

## آثار تاریخی
برخی آثار تاریخی شهر خداجو عبارت اند از:
- کوه قره بابا: این محوطه در کنار پل راه‌آهن مراغه به میانه واقع شده‌است.
- محوطهٔ خرابلر (خرابالار) و تپهٔ زینال (زینال تپه سی)

وجه تسمیهٔ بعضی از جای‌ها:
1. آغ قایا اوستو: به خاطر وجود تخته سنگ‌های سفید بزرگ (قیه=صخره)
2. آغ یئرلر: سفید بودن خاک زمین
3. چتین دره: به خاطر وجود پیچ‌ها و ارتفاع زیاد دره (چتین=سخت، دشوار)
4. داش بولاغ: سنگی بودن چشمه

و از سایر اسامی طبیعت خداجو می‌توان به: بالی درسی، ایلاتلار یولی، مشه آرخی، داش بلاغی، قارقا درسی، دیمان درسی، جادا درسی و… اشاره کرد.